# Ertholmene
Ne doit pas être confondu avec Christiansø.
Ertholmene (pluriel défini en danois : « Les îlots d'Ert »), aussi connu par métonymie sous le nom de Christiansø du nom de son île principale, est un petit archipel danois, situé à environ 18 km au nord-est de l'île de Bornholm dans la mer Baltique. Sa population permanente est de 90 habitants en 2014, sur un ensemble de 39 hectares (0,39 km2).

## Géographie

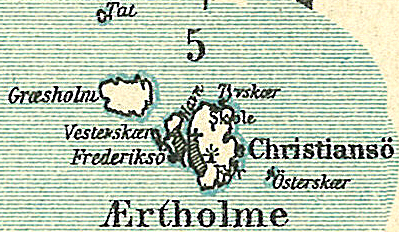
Carte d'Ertholmene.

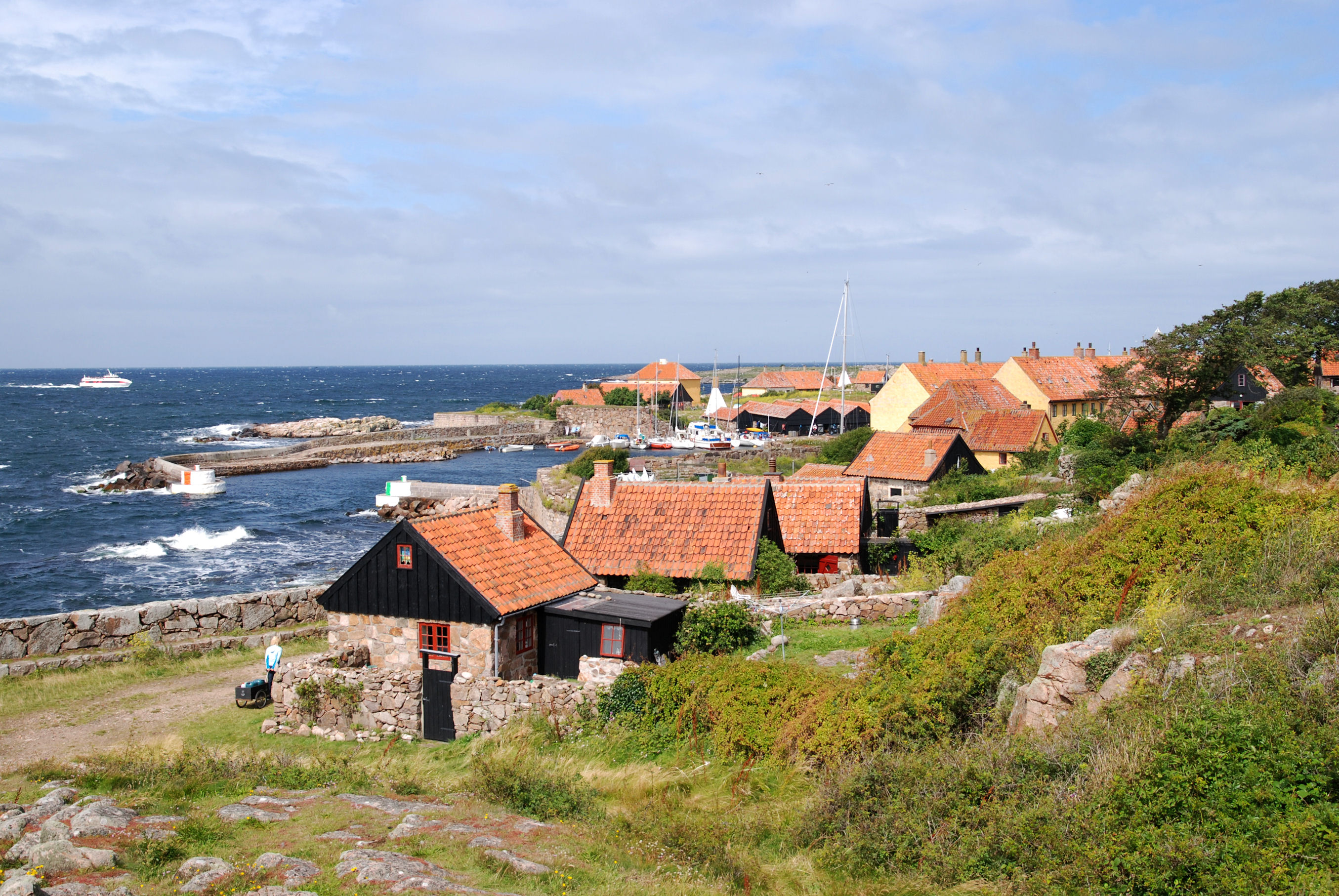
Habitations sur Christiansø.

Ertholmene se compose de trois îles principales, Christiansø (« île de Christian »), Frederiksø (« île de Frédéric ») et Græsholm (« îlot à l'herbe »), plus un certain nombre de rochers et écueils mineurs, dont Tat et Østerskær (« Récif de l'est »), à 300 m à l'est de Christiansø, qui est le point le plus oriental du Danemark. Christiansø a une superficie de 22,3 hectares, Frederiksø de 4 et Græsholm de 11 hectares . 
Seuls Christiansø et Frederiksø sont habitées, tandis que Græsholm est une réserve ornithologique. Un pont piétonnier relie Christiansø à Frederiksø, traversant l'unique port naturel de l'archipel. Les trois îles sont sans voitures.
L'archipel est désigné site Ramsar depuis le 2 septembre 1977.

## Histoire
Depuis le Moyen Âge, les pêcheurs de Bornholm ont utilisé Ertholmene comme abri, à l'occasion.
Le premier établissement permanent est dû aux conflits de la deuxième moitié du XVIIe siècle entre le Danemark et la Suède ;  en 1684, le Danemark ayant besoin d'une base navale au centre de la mer Baltique, un fort, qui devait servir la marine danoise jusqu'en 1855, fut construit sur Christiansø et Frederiksø. Les îles de Christiansø et Frederiksø furent alors ceinturées de fortifications en granit.

## Administration
L'archipel, sans jamais faire partie d'aucune commune, est toujours propriété de l'État danois et c'est le Ministère de la Défense qui le gère directement : il choisit un administrateur, qui traite des diverses tâches officielles.
En revanche l'archipel a sa propre paroisse, Christiansø Sogn. Il a aussi son propre médecin, et une école jusqu'à la classe de quatrième (« septième » en danois). 

## Démographie
La population a atteint son apogée démographique lors du recensement de 1810 avec 829 habitants. La plupart de ses nombreux bâtiments militaires historiques servent maintenant en tant que résidences, principales ou secondaires. 
Les grandes sources de revenus de l'archipel sont la pêche et le tourisme. Il y vient 80 000 touristes par an, qui transitent la plupart du temps par Bornholm.